# Maurolicus weitzmani
Maurolicus weitzmani és una espècie de peix pertanyent a la família dels esternoptíquids.

## Descripció
- Fa 5,2 cm de llargària màxima.
- Nombre de vèrtebres: 32-33.[5][6]

## Hàbitat
És un peix marí i batipelàgic que viu entre 0-100 m de fondària.

## Distribució geogràfica
Es troba a l'Atlàntic: Angola, el Canadà, Cuba, Gabon i els Estats Units.

## Observacions
És inofensiu per als humans.